# Petr Koleta
Petr Koleta (* 27. srpna 1968 Náchod) je český politik a živnostník, od roku 2024 hejtman Královéhradeckého kraje, od roku 2018 starosta města Hronov na Náchodsku, člen hnutí ANO.

## Život
Petr Koleta se narodil v roce 1968 v Náchodě, většinu života však strávil v rodišti svého otce, městě Hronov . Má dvě děti. Od 16. září 1991 působí jako živnostník v oblasti zprostředkování velkoobchodu a velkoobchodu v zastoupení.

## Politické působení
Do zastupitelstva města Hronova kandidoval poprvé v komunálních volbách v roce 2010 jako nestraník za TOP 09, avšak neuspěl. V komunálních volbách v roce 2014 pak kandidoval jako nestraník na 1. místě kandidátky hnutí ANO. Hnutí ANO skončilo v Hronově na 3. místě a získalo celkem 4 mandáty (kromě Petra Kolety se zastupiteli zvolenými za ANO stali Jiří Frýba, Olga Líbalová a Hynek Rožnovský). Mezi lety 2014 až 2018 bylo hnutí ANO v zastupitelstvu Hronova opoziční stranou. 
V krajských volbách v roce 2016 kandidoval do zastupitelstva Královéhradeckého kraje jako nestraník na kandidátce hnutí ANO vedené Klárou Dostálovou. Hnutí ANO ve volbách zvítězilo; Petr Koleta kandidoval na 6. místě a byl zvolen zastupitelem. V roce 2017 se pak stal členem ANO. 
V komunálních volbách v roce 2018, coby lídr kandidátky hnutí ANO, obhájil post zastupitele města Hronova. Hnutí ANO, které se ve volbách umístilo na druhém místě, utvořilo po volbách koalici s vítězným uskupením "ROZVOJ MĚSTA" a Petr Koleta byl zvolen starostou. 
V roce 2018 se také účastnil senátních voleb a kandidoval za hnutí ANO v obvodu č. 47 Náchod a se ziskem 9885 hlasů skončil na 3. místě. 
V krajských volbách v roce 2020 obhájil post zastupitele Královéhradeckého kraje. 
V komunálních volbách v roce 2022 byl potřetí nominován na 1. místě na kandidátce hnutí ANO, které ve volbách zvítězilo a Petr Koleta byl opět zvolen starostou.
V krajských volbách v roce 2024 byl nominován jako lídr kandidátky ANO v Královéhradeckém kraji. ANO ve volbách se ziskem 34,54% hlasů zvítězilo. Po neúspěšných jednáních s druhou koalicí SILNÍ LÍDŘI pro kraj - ODS, KDU-ČSL a VÝCHODOČEŠI došlo k dohodě o vytvoření většinové koalice s koalicí HLAS samospráv (zastoupenou po volbách v zastupitelstvu výhradně nominanty Sociální demokracie) a koalicí SPD, Trikolory, PRO a Svobodných. Dne 4. listopadu 2024 byl na ustavující schůzi krajského zastupitelstva zvolen novým hejtmanem Královéhradeckého kraje, když získal 26 hlasů od 43 přítomných zastupitelů. Ve funkci tak nahradil Martina Červíčka z ODS.